# Jannes Horn
Jannes Horn (Braunschweig, 6 februari 1997) is een Duits voetballer die als verdediger speelt. Hij speelt bij 1. FC Nürnberg.

## Clubcarrière
Horn maakte op elfjarige leeftijd de overstap van VfB Rot-Weiß 04 Braunschweig naar VfL Wolfsburg. Op 17 september 2016 debuteerde hij in de Bundesliga tegen TSG 1899 Hoffenheim. De (linker)verdediger verving na 81 minuten Daniel Caligiuri. Eén week later kreeg hij zijn eerste basisplaats tegen Werder Bremen. Op 4 april 2017 verlengde Horn zijn contract tot medio 2021. Bij Wolfsburg lukte het hem niet een vaste waarde te worden waarna hij in 2017 overstapte na 1. FC Köln Met Köln degradeerde hij en promoveerde het daaropvolgende seizoen gelijk weer. In de Tweede Bundesliga speelde hij maar 18 wedstrijden en na de promotie was er weiníg uitzicht op speeltijd waarop hij werd verhuurd aan Hannover 96 dat op het tweede niveau speelde. Na afloop van de verhuurperiode keerde hij terug bij Köln.

## Interlandcarrière
Horn kwam reeds uit voor meerdere Duitse nationale jeugdelftallen. In 2015 debuteerde hij in Duitsland –19.